# Masacre de Tamines

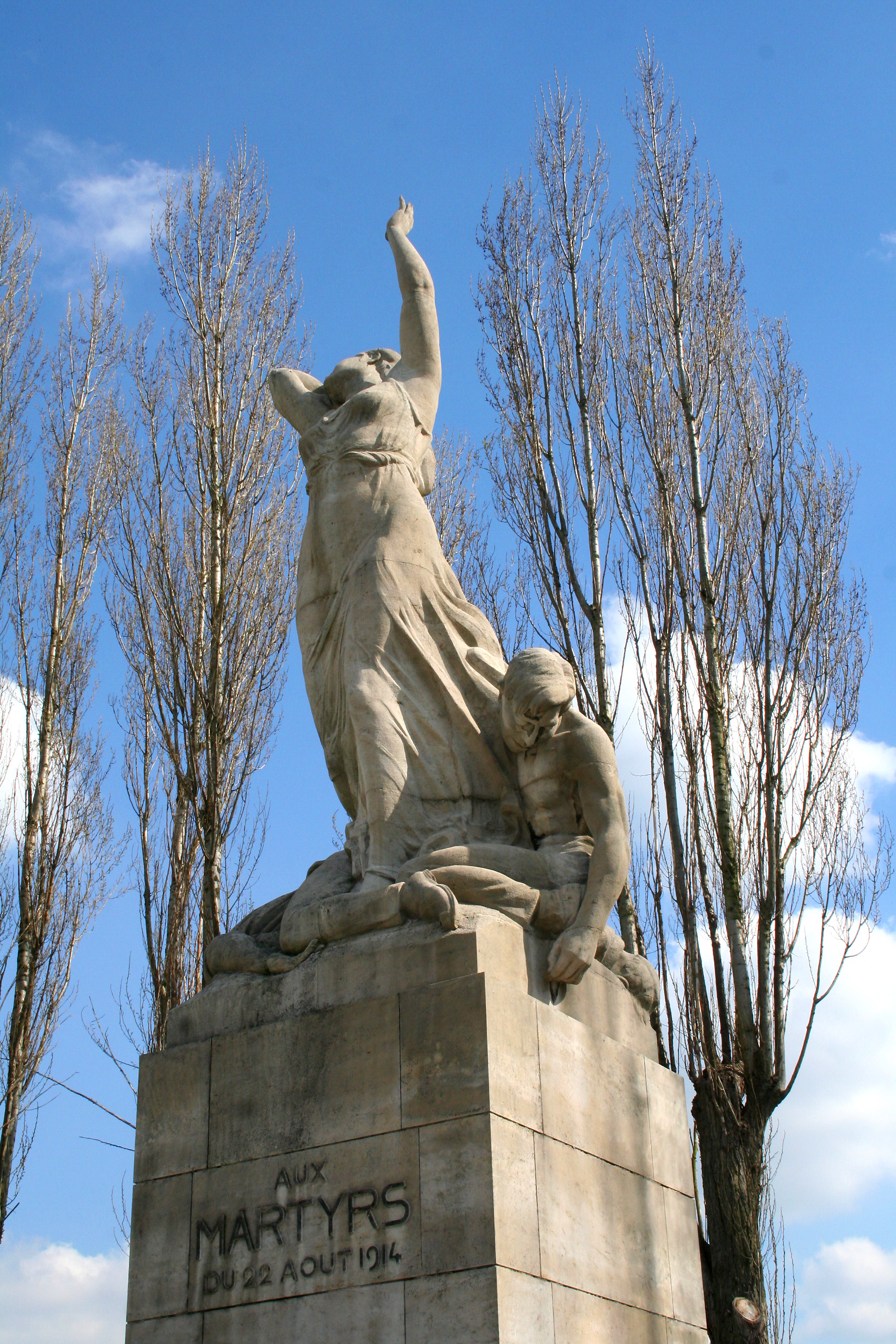
Monumento en Tamines, conmemorativo de la masacre de Tamines.

La masacre de Tamines se desarrolló el 21, el 22 y el 23 de agosto de 1914 en Tamines (Sambreville), Bélgica, durante las primeras etapas Primera Guerra Mundial. Allí murieron 384 personas, la mayoría civiles fusilados.

## Contexto
Esta población, como algunas de las Ardenas o Lieja, se encontraban en el camino del Ejército alemán, que buscaba invadir Francia por su frontera con Bélgica. La resistencia militar resultó más fuerte de lo prevista, por lo que en buena medida los militares germanos descargaron su frustración con la población civil.